# Argyrostrotis quadrata
Argyrostrotis quadrata là một loài bướm đêm trong họ Erebidae.